# Oelfstan
Oelfstan (o Ælfstan, Aelfstan; ... – 995 o 996) è stato un vescovo britannico, a cui fu assegnata la diocesi di Londra dal 961 alla morte.
Fu proposto da San Dunstano, a cui successe. Alla sua morte gli subentrò Wulfstano. Di lui non si sa altro ed è spesso confuso con omonimi.